# Mica Italie, Manhattan

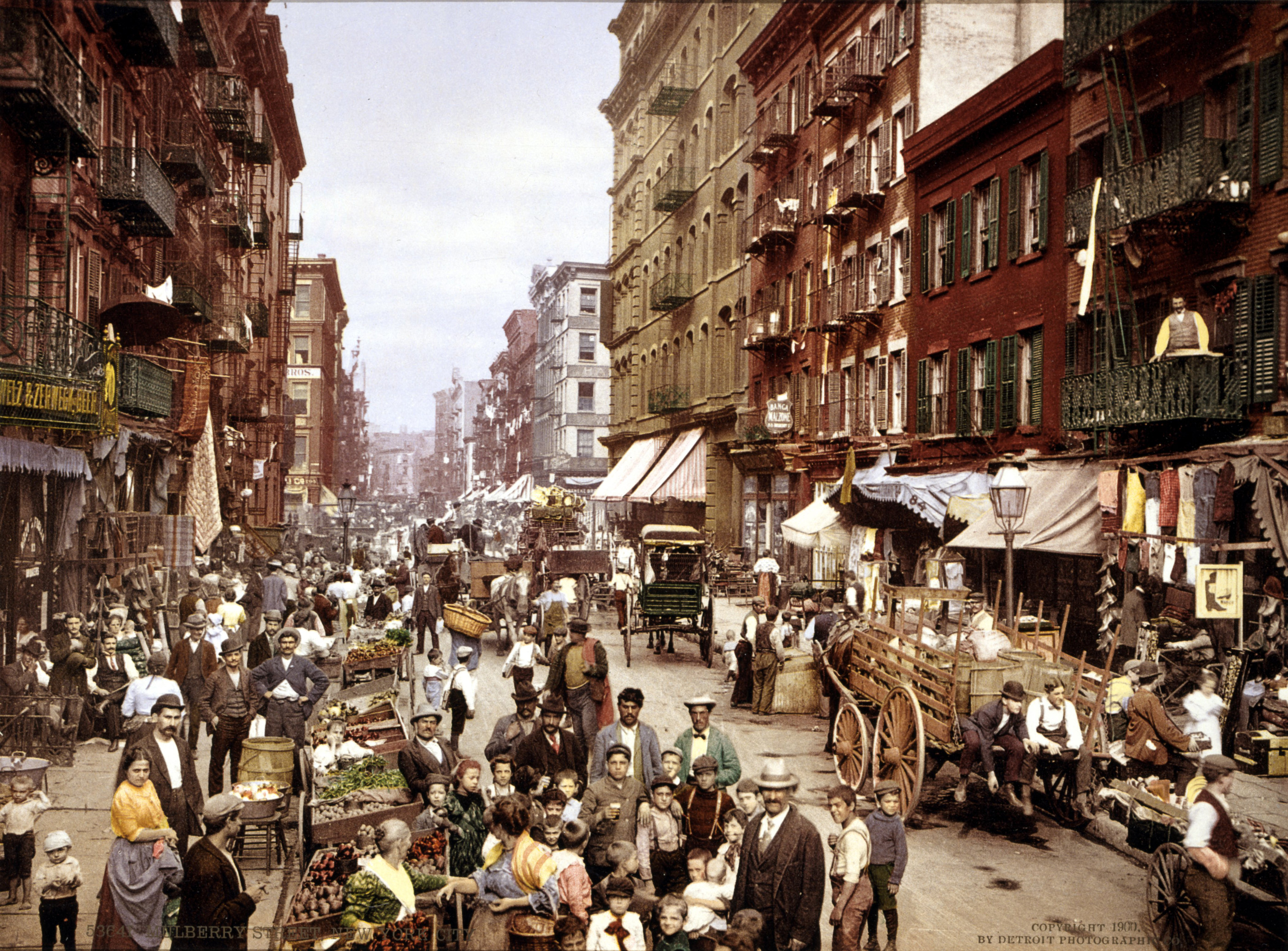
Strada Mulberry din Mica Italie (cca.1900)

Mica Italie (în engleză Little Italy) este un cartier al insulei Manhattan din New York, faimos pentru marea populație de italieni respectiv italoamericani. 